# Prescottia polyphylla
Prescottia polyphylla là một loài thực vật có hoa trong họ Lan. Loài này được Porsch miêu tả khoa học đầu tiên năm 1905.